# フレデリック・ウィーロック
フレデリック・メルヴィン・ウィーロック（英語：Frederic Melvin Wheelock、1902年9月19日、マサチューセッツ州ローレンス生まれ-1987年10月29日、コネティカット州シャーロン）はアメリカ合衆国のラテン語の教授。「ウィーロックのラテン語」（Wheelock's Latin、ラテン語の初級教科書）の著者として知られる。

## 経歴
フランクリン・M・ウィーロックとエッタ・R・ウィーロック（旧姓ゴールドウェイト、Goldthwaite)の子として生まれる。
1925年、ハーバード大学を優等で卒業。同大学で修士号(M.A.)、博士号(Ph.D.)を取得。
ハバフォード大学、ハーバード大学、ニューヨーク市立大学、カゼノヴィア大学（学長を務めた）、ブルックリン大学、トレド大学、フロリダ長老派大学などで教鞭をとった。
先祖に、近世の北米移民で、米国で初めての公立学校教師とされるラルフ・ウィーロック(Ralph Wheelock, 1600–1683)がいる。

## 著作
- Wheelock F. M.: "Latin", New York: Barnes & Noble, 1956（「ウィーロックのラテン語」、Wheelock's Latinとして知られ、1960年の第2版からは『ラテン語．古典の作家に基づく入門書』(Latin: An introductory course based on ancient authors)のタイトルとなり、第7版まで刊行が続けられている）
- "Wheelock's Latin Reader" （ラテン語中級向けの読み物の教科書）
- Introduction and annotations of Quintilian as Educator （教育者クインティリアヌスの著作と注釈）